# گردش دارایی‌ها
گردش دارایی‌ها (به انگلیسی: Asset Turnover) به مقدار فروشی که به ازای هر یک واحد پول، از ارزش دارایی‌ها حاصل می‌شود، اطلاق می‌گردد و میزان آن، از طریق تقسیم فروش خالص، به کل دارایی‌ها محاسبه می‌شود. 
{\displaystyle {\mbox{Asset Turnover}}={\frac {\mbox{Net Sales Revenue}}{\mbox{Average Total Assets}}}}
گردش دارایی‌، راندمان شرکت در استفاده از دارایی‌ها، در جهت فروش یا کسب درآمد را اندازه‌گیری می‌کند، همچنین استراتژی قیمت گذاری شرکت را نیز نشان می‌دهد. شرکت‌ها با حاشیه سود کم، تمایل دارند گردش دارایی‌های بالایی داشته باشند، در حالی که شرکت‌ها با حاشیه سود بالا، معمولاً گردش دارایی‌های کمی دارند.